# فتح (كوهمرة خامي)
فتح (بالفارسية: فتح) هي قرية تقع في إيران في قسم كوهمرة خامي الريفي. يقدر عدد سكانها بـ 36 نسمة بحسب إحصاء 2016.